# Coumestrol
Coumestrol ist eine chemische Verbindung, die zu den Cumarin-Derivaten gehört. Es ist ein Dihydroxy-Derivat (Chemie) des Coumestans. Coumestane sind östrogenartige Substanzen (Phytoöstrogene), die von einigen Pflanzenarten gebildet werden. Coumestrol bindet an und aktiviert die Estrogenrezeptoren hERα und β.

## Vorkommen
Coumestrol wurde 1957 zuerst von E. M. Bickoff in Luzerne entdeckt.

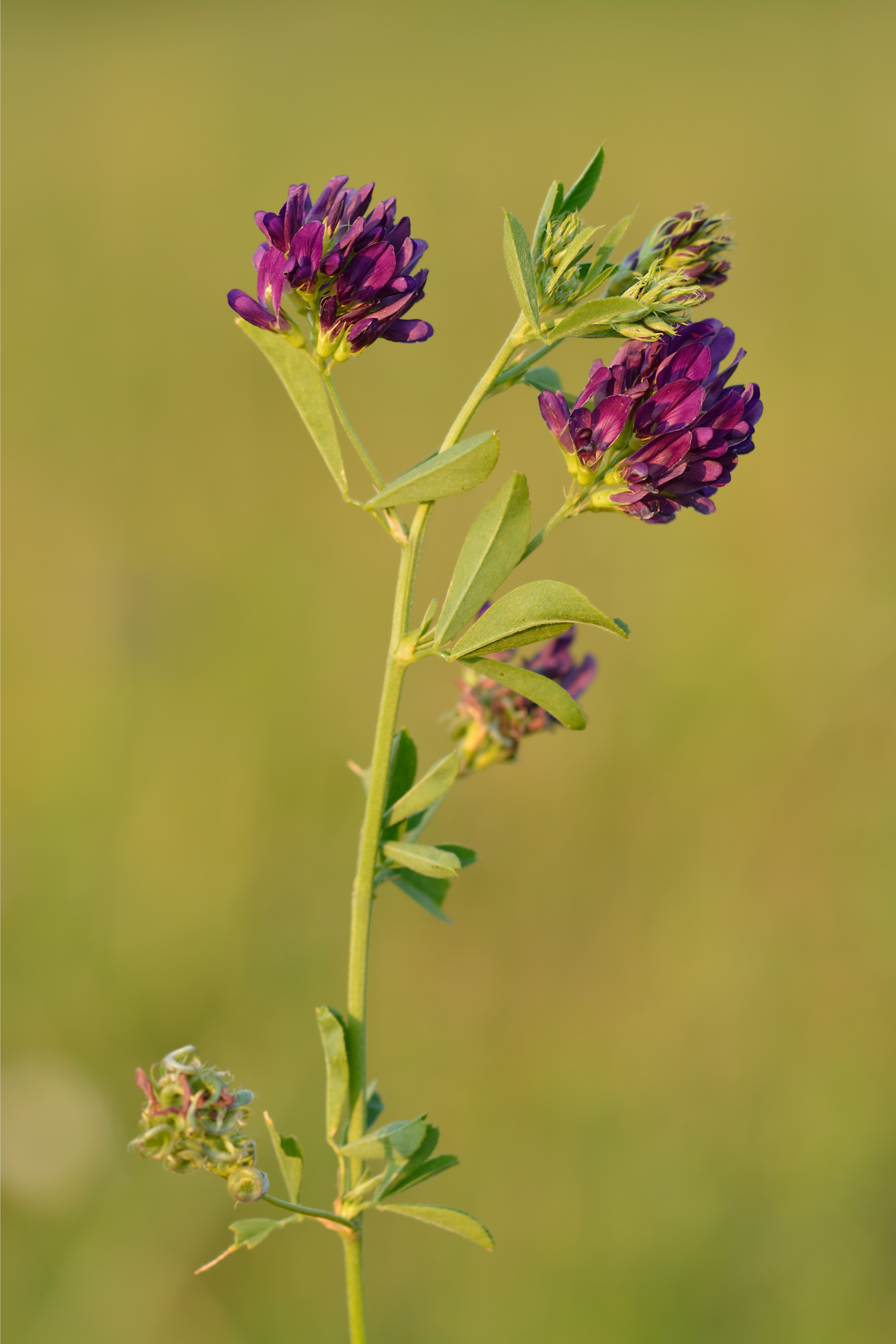
Luzerne (Medicago sativa)

Danach wurde es auch in vielen anderen Pflanzen wie Hülsenfrüchten, Sojabohnen, Rosenkohl und Spinat nachgewiesen. Klee und Sojabohnen enthalten die höchsten Konzentrationen.